# Al Conway
Alfred Joseph „Al“ Conway (* 16. März 1930 in Avondale, Missouri; † 3. August 2012) war ein US-amerikanischer Schiedsrichter im American Football, der in der Saison 1969 in der AFL und von der Saison 1970 bis zur Saison 1996 in der NFL tätig war. In der AFL und NFL trug er die Uniform mit der Nummer 27.

## Karriere
Conway begann im Jahr 1969 seine AFL-Laufbahn als Umpire. Nach der Fusion der AFL und NFL im Jahr 1970 bekleidete er ebenfalls die Position des Umpires in der neuen NFL.
Er war bei insgesamt vier Super Bowls als Umpire im Einsatz: Beim Super Bowl IX im Jahr 1975 war in der Crew unter der Leitung von Hauptschiedsrichter Bernie Ulman, beim Super Bowl XIV im Jahr 1980 unter der Leitung von Fred Silva, beim Super Bowl XVI im Jahr 1982 unter der Leitung von Pat Haggerty und in Super Bowl XXII im Jahr 1988 unter der Leitung von Bob McElwee. Zudem war er Umpire in den Pro Bowls 1972 und 1996.
Er wurde im Jahr 2006 mit dem NFLRA Honoree Award ausgezeichnet.